# Alexandru Stan
Alexandru Constantin Stan (sinh ngày 7 tháng 2 năm 1989 ở Bucharest) là một cầu thủ bóng đá người România thi đấu cho Astra Giurgiu.

## Danh hiệu
Astra Giurgiu
- Liga I (1): 2015-16